# Katalogabbruch
Ein Katalogabbruch ist der Abbruch eines Bibliothekskatalogs, auf den der Beginn eines neuen Katalogs folgt. Katalogabbrüche führt man in größeren Bibliotheken durch, wenn gravierende Umstellungen in der Katalogisierung beschlossen werden. In den meisten Fällen handelt es sich dabei um die Umstellung auf ein neues Regelwerk oder auf eine andere Katalogart. Seit der Einführung elektronischer Kataloge sind Katalogabbrüche in der Regel nicht mehr nötig.
Es ist möglich, dass in Bibliotheken aufgrund von Katalogabbrüchen mehrere Kataloge nebeneinander bestehen.

## Gründe
Bibliothekskataloge werden nach bibliothekarischen Regelwerken erstellt. Beschließt eine Bibliothek beispielsweise einen Umstieg von den Preußischen Instruktionen auf die RAK, so ändern sich ab dem Umstieg die einzelnen Katalogisate des Katalogs. Um die nach verschiedenen Regeln erstellten Katalogisate voneinander zu trennen, kann der nach den Preußischen Instruktionen erstellte Katalog abgebrochen und ein neuer nach den RAK begonnen werden.
Ein weiterer Grund kann der Umstieg auf eine andere Art von Katalog sein. Beispielsweise brachen Bibliotheken bei der Ablösung des Bandkatalogs durch den Zettelkatalog ihren Katalog gewöhnlich ab und begannen einen neuen. Eine weitere Welle an Katalogabbrüchen löste der Umstieg vom Zettelkatalog auf elektronische Katalogformen aus.
Auch bei der Einführung genormter Karten für den Zettelkatalog haben zahlreiche Bibliotheken ihren alten Katalog abgebrochen.

## Getrennte Kataloge, Retrokatalogisierung und Retrokonversion
Nach einem Abbruch kann der alte Katalog neben dem neuen weiter bestehen oder vollständig in den neuen eingearbeitet werden (Retrokatalogisierung). Aufgrund der oft hohen Kosten für eine solche Einarbeitung haben noch heute zahlreiche bedeutende Bibliotheken statt einem Katalog für alle Bestände verschiedene in Gebrauch befindliche Kataloge. Vor allem wenn es sich um alphabetische Kataloge handelt, bringt dies zusätzlichen Arbeitsaufwand mit sich, da ein Teil der Publikationen in alten und ein anderer Teil im neuen Katalog zu finden sind. Bei Sachkatalogen wie dem Schlagwortkatalog oder dem systematischen Katalog können Katalogabbrüche auch positive Folgen haben, beispielsweise wenn alte Schlagwörter oder Systematiken älteren Beständen besser gerecht werden.
Werden abgebrochene Kataloge nicht in den neuen eingearbeitet, sondern als ganze umgewandelt, spricht man von Retrokonversion. Nach Abschaffung des Zettelkatalogs haben Bibliotheken oft die günstigere Variante gewählt, diesen nicht gänzlich in den elektronischen einzuarbeiten, sondern die Katalogzettel einzuscannen und als Imagekatalog über Computer zugänglich zu machen.

## Abbruch ab Erscheinungsjahr und Abbruch ab Bearbeitungsjahr
Um genau abzugrenzen, welche Publikationen im alten Katalog zu finden sind und welche im neuen, ist es nötig, ein Entscheidungskriterium zu finden. Gewöhnlich entscheiden sich Bibliotheken entweder für das Erscheinungsjahr der jeweiligen Publikationen oder das Datum der Katalogisierung der Publikation.